# 彼得·麦克纳马拉
彼得·麦克纳马拉（英語：Peter McNamara，1955年7月5日—2019年7月20日），澳大利亚男子网球运动员。他曾获得澳大利亚网球公开赛男子双打冠军、温布尔登网球锦标赛男子双打冠军。他于2019年去世，享年64岁。